# Fort bij Vijfhuizen

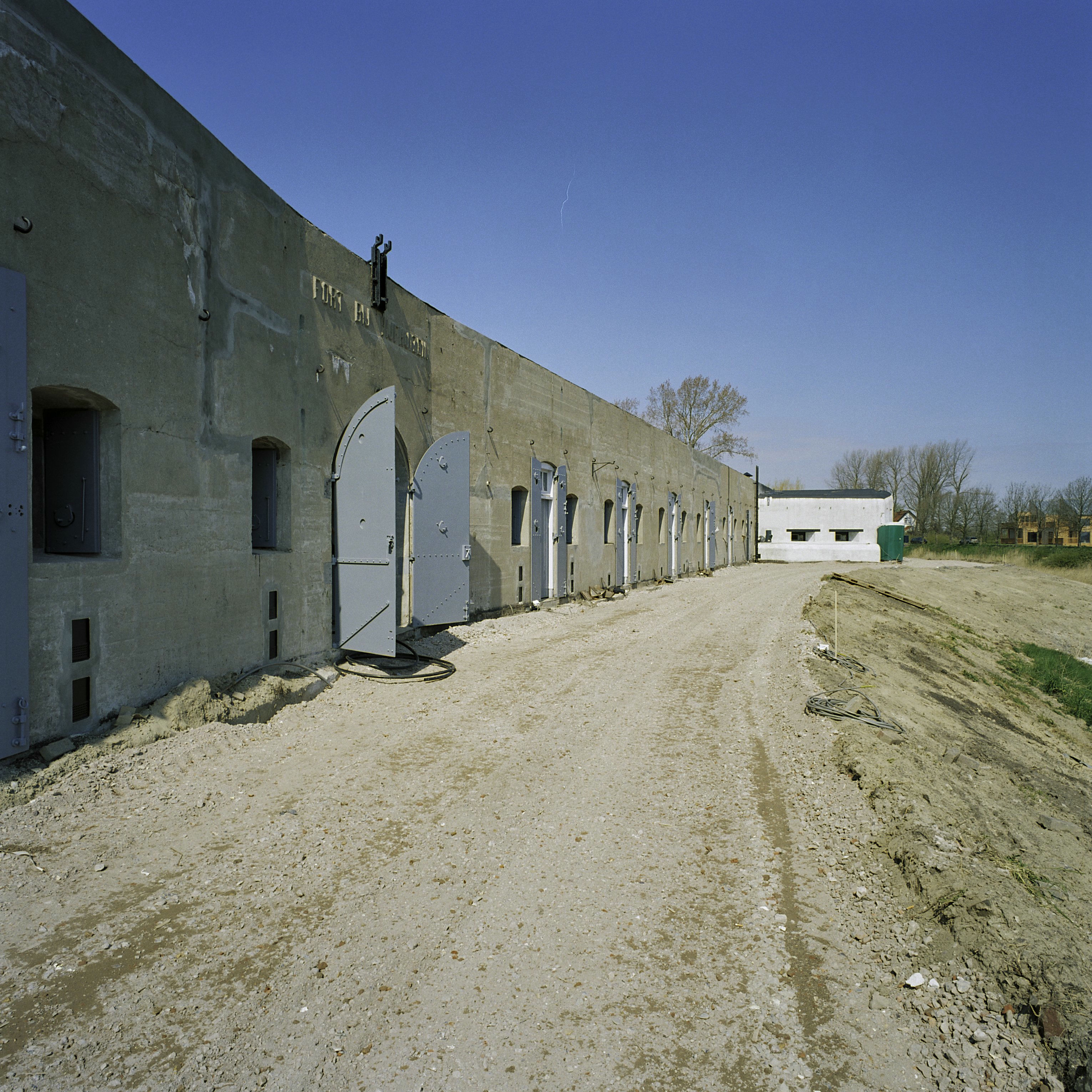
De keelzijde van het Fort bij Vijfhuizen.

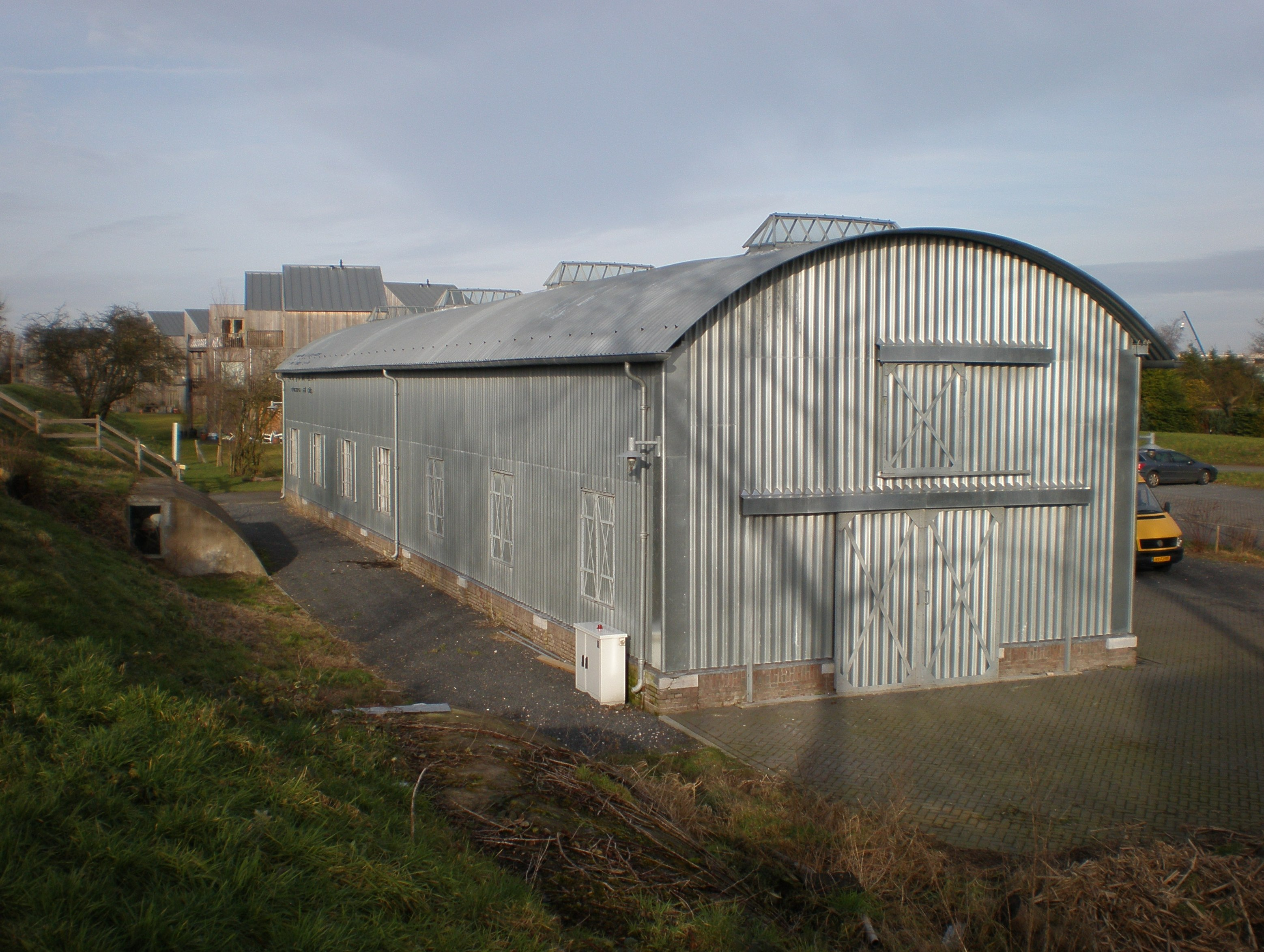
Genieloods van stalen golfplaten aan de keelzijde van het fort

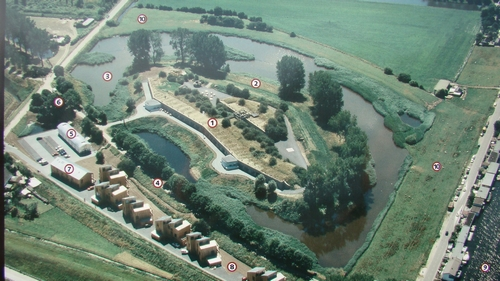
Luchtfoto van het fort bij Vijfhuizen op een informatiebord aan de voorzijde

Het Fort bij Vijfhuizen is een fort van de Stelling van Amsterdam. Het is gelegen bij Vijfhuizen aan de westrand van de Haarlemmermeer tussen Haarlem en Hoofddorp.
De Stelling van Amsterdam was een verdedigingslinie, gelegen op 10 tot 15 kilometer rond het centrum van Amsterdam. De stelling is 135 kilometer lang, bevat 42 forten en is aangelegd van 1880 tot 1920. Kort na 1950 raakte het fort in onbruik als verdedigingswerk.
Primair was de Stelling van Amsterdam een waterlinie. In geval van vijandelijkheden zouden grote delen van het gebied rond Amsterdam onder water worden gezet. De vijand zou dan niet kunnen oprukken. Amsterdam zou fungeren als een zogenaamd nationaal reduit, oftewel als het laatste bastion van Nederland. De aanleg van de Stelling van Amsterdam werd geregeld in de Vestingwet van 1874.
Vanaf het fort loopt de Geniedijk Haarlemmermeer dwars door de Haarlemmermeerpolder. Deze dijk maakte het mogelijk het zuidelijk deel van de polder onder water te zetten, terwijl het noordelijk deel voedsel voor Amsterdam kon blijven produceren. Buiten de ring van de Stelling van Amsterdam werden grote gebieden onder water gezet. Deze ring van polders, wallen en sluizen zorgde voor een waterlinie. Deze waterlinie was ongeveer 50 cm diep. Te diep voor paard-en-wagens en de eerste auto's, maar diep genoeg om hekjes en andere obstakels niet te zien. Te ondiep om er met boten doorheen te varen.
Het fort is gelegen aan de rand van de oude Haarlemmermeer. Het terrein van het fort en het voorterrein zou droog blijven staan.
De forten van de Stelling van Amsterdam werden gesitueerd op plaatsen waar de waterlinie wordt doorkruist door dijken, wegen of spoorlijnen. Op die plaatsen zou de oprukkende vijand niet door het water worden tegengehouden, zodat hij op deze plekken onder vuur genomen moest kunnen worden. In het militaire jargon stonden deze wegen etc. bekend als accessen. Omdat bij het Fort bij Vijfhuizen het gebied dat droog zou blijven staan vrij breed is, heeft men een dubbele slotgracht aangebracht
Het fort heeft nog een prachtig gerestaureerde Genieloods uit 1897. Dit is de laatste nog bestaande metalen Genieloods van de Stelling van Amsterdam. De loods diende voor opslag van kanonnen, die elders in de Stelling gebruikt konden worden. Als de vijand aanviel, en de stelling in gereedheid gebracht moest worden, moest de Genieloods worden afgebroken. Daarom is de loods demontabel gemaakt.
Het fort bij Vijfhuizen was de proeftuin voor de oorspronkelijke beplanting. Mede daarom was hier de Militaire Boomkwekerij gevestigd. Het doel was het kweken van bomen (en struiken) om te gebruiken op en bij de forten. Het fortcomplex is in 2002 gerestaureerd naar het restauratie-herbestemmingsplan van architect Jan Boot (1960).

## Kunstfort bij Vijfhuizen
Tegenwoordig is het forteiland een presentatie-instelling voor beeldende kunst. In het huidige artistieke programma worden de thema’s verdiept die op Kunstfort bij Vijfhuizen samenkomen: militair erfgoed en artificiële natuur – en in het verlengde daarvan ecologie, dystopie en (fictieve) defensiesystemen. De programmering is geïnspireerd op sciencefiction. Dit komt naar voren in tentoonstellingen, randprogrammering en multidisciplinaire uitwisseling.
Stichting Kunstfort Vijfhuizen nam in maart 2000 het initiatief om van het fort, dat al jaren leeg stond, een centrum voor actuele beeldende kunst te maken. De realisering van het plan werd mede gefinancierd door de provincie Noord-Holland via een bijdrage uit het Fonds Investeringen Noord-Holland (FINH). Start van restauratie en bouw was in november 2003.
Om de restauratie van het fort mogelijk te maken heeft de stichting woningen gebouwd. Woningbouw naast het fort is een unieke onderneming. De woningen moesten een duidelijke toegevoegde waarde geven aan de kwaliteit van de stelling. Deze kwaliteit wordt streng bewaakt door de provincie Noord-Holland en de UNESCO. In maart 2001 heeft de stichting besloten vier architecten uit te nodigen om deel te nemen in een prijsvraag en te reageren op ontwerpthema's.
Uiteindelijk koos de jury voor het ontwerp van Jaco Woltjer. Hij ontwierp expliciete kunstenaarswoningen die passen bij het ruwe karakter van het fort. De ruwe houten woningen staan als een losse verzameling objecten in de richting van Geniedijk en de spoordijk van de vroegere spoorlijn Haarlem – Hoofddorp. Door schakeling van identieke elementen ontstaat een levendig beeld. De woningen zijn in mei 2005 opgeleverd. Op 8 mei 2005 opende het gerestaureerde Kunstfort de deuren.
Kunstfort bij Vijfhuizen is sinds eind november 2023 een Zoöp. Een Zoöp, of Zoöperatie, is een organisatiemodel voor bedrijven, organisaties, instituten en projecten dat de belangen van niet-menselijk leven onderdeel maakt van de besluitvorming. 